# Thomson Reuters Aranzadi
L'editorial Thomson Reuters Aranzadi (també dita Aranzadi-Thomson Reuters o simplement Aranzadi) és una empresa editorial espanyola, part de Thomson Reuters España. Té la seva seu central en Cizur Menor (Navarra).
És l'editorial líder en Dret i Ciències Socials i Jurídiques a Espanya. Forma part de la companyia multinacional Thomson Reuters (a través de la seva filial espanyola Thomson Reuters Espanya).
El seu nom oficial ha estat Editorial Aranzadi (1929-1999), Editorial Thomson Aranzadi (1999-2008) i Thomson Reuters Aranzadi (2008-present) en l'actualitat.
L'Editorial Aranzadi (Editorial Aranzadi, SA) va ser creada en 1929 com a empresa familiar, a Navarra (Espanya), per l'advocat i polític espanyol Manuel Aranzadi. Des de la seva creació s'ha convertit en l'editorial jurídica més important d'Espanya, companyia espanyola líder en publicacions jurídiques.
L'any 1999, l'Editorial Aranzadi va ser adquirida per la multinacional The Thomson Corporation, que per aquell any facturava 7.000 milions de pessetes (42 milions d'euros).
L'any 2008, The Thomson Corporation va comprar la companyia Reuters donant lloc a l'actual Thomson Reuters. Amb això l'editorial espanyola va passar a denominar-se Editorial Thomson Reuters Aranzadi.
Segons els rànquing, entre ells el rànquing SPI (Scholarly Publishers Indicators) i el rànquing del Consell Superior de Recerques Científiques (CSIC), l'editorial Thomson Reuters Aranzadi és la primera editorial líder en Dret i Ciències Socials i Jurídiques a Espanya i la tercera en Humanitats i Ciència Socials en general a Espanya (després del Grupo Anaya).
Thomson Reuters Aranzadi té convenis de col·laboració amb institucions legals com l'Il·lustre Col·legi d'Advocats de Madrid (ICAM), la Confederació Espanyola d'Advocats Joves (CEAJ) i altres.